# 1987年義大利大選

各選區選舉結果

1987年義大利大選在1987年6月14日至15日舉行，選出義大利共和國第十屆議會成員。天主教民主黨和義大利共產黨之間的得票率和議席差距出現明顯擴大，顯示該國的去工業化趨勢。綠色名單黨在這次選舉中首次進入義大利國會。